# 干柿鬼鮫
干柿鬼鮫（干柿鬼鮫， Hoshigaki Kisame）是日本動漫系列《火影忍者》中的一個角色。

## 人物

### 外表與性格
原為霧隱「忍刀七人眾」的成員之一，有著跟鮫鯊相像的面孔（兩邊的肩膀處也有鯊魚鰓）、膚色及尖銳的牙齒，金色瞳孔。很久以前就已是曉之成員，代表「南斗」的「南」字戒指，佩戴在左手無名指上。鳴人則是以「鯊魚佬」稱呼他。擅長使用水遁以及手上的異狀大刀 「鮫肌」（能吸取查克拉的大刀）進行攻擊，體內亦潛藏了驚人的查克拉量，被七人眾其餘六名成員稱為「沒有尾巴的尾獸」（寧次曾說過除了鳴人外，鬼鮫就是他第二個看見有巨大查克拉的人，因為術的關係這只是干柿鬼鮫30%的查克拉）。為宇智波鼬的搭檔，帶土托鬼鮫監視鼬的行動，在曉裡面算是很服從命令的一個，從不透漏關於自己的事。

### 身世與經歷
回憶篇中鬼鮫他在成為叛忍前，是前任鮫肌主人西瓜山河豚鬼的親信部下（當時的武器為刀），長年以來一直盡責地為霧忍者村執行難以想像的黑暗任務，其中甚至包括殺死一起執行任務的同伴，避免其落入敵方審問部隊手中防洩漏情報，之後他殺死了通敵的上司西瓜山河豚鬼，成為鮫肌的新主人，隨後面對現身在自己面前的第四代水影櫓，鬼鮫感嘆自己只是個虛假的存在，突然有個自稱宇智波斑的黑影從第四代水影背後出現，表示能夠將鬼鮫從虛假的痛苦中解救出來，更邀請他成為自己的夥伴，鬼鮫確認了他的面容後，對他的「月之眼」計畫頗為認同，但之後加入了曉。

## 劇情表現

### 三忍決戰篇
與鼬一同前往木葉忍者村，準備活捉「九尾祭品之力」的鳴人；途中遇上了木葉上忍猿飛阿斯瑪和夕日紅。鼬跟善於幻術的紅對戰，而鬼鮫則與肉搏派的阿斯瑪決鬥。鬼鮫一出手就讓阿斯瑪見識到了他本身驚人的蠻力和鮫肌的厲害，雖然之後阿斯瑪運用風遁查克拉刀成功劃傷了鬼鮫的臉，然而面對擁有大量查克拉能使出異常強大的水遁術的鬼鮫仍是岌岌可危。幸而木葉村內另外兩名上忍旗木卡卡西及阿凱分別趕來支援，鬼鮫更被阿凱一腳踢飛。鬼鮫有意要擊敗賀意，但鼬勸他不要小看賀意，只得聽鼬的建議而離開。之後自來也的阻撓使其捕捉鳴人的行動失敗。（不過鼬撤退的理由也很有可能是不希望九尾落入帶土手中的藉口）

### 風影奪還篇
鬼鮫二年半來對於被賀意踢飛之事耿耿於懷，因此第二部再登場時便急於報仇雪恨，在封印一尾的同時藉由「象轉術」化成的替身跟賀意所率領的小隊對戰。一開始就施展了讓眾人驚訝的水遁大招，雖然阿李等後輩實力超乎想像一時之間打了個不分上下，但是在略施小計用水牢術困住了螺旋他們後與賀意展開單挑。賀意也不敢輕忽，罕見的取出了武器雙截棍應敵。但是在鬼鮫的怪力和兵刃長度優勢下，賀意陷入劣勢被打入水中。還被鬼鮫放出的「五食鮫」困在水中陷入絕境。但是賀意在愛徒們快支撐不住的情況下打開了八門遁甲第六門（景門），一口氣破解了五食鮫。螺旋也藉由將卓羅從全身穴道釋放掙脫了水牢。兩人在半空中的過招，最後鬼鮫的替身被賀意以六門開啟的體術「朝孔雀」擊敗。

### 宇智波鼬追捕篇
之後他與鼬成功捕獲了四尾，但在進行封印前，曉的首領告知他們大蛇丸的死訊以及佐助組成了小隊並且衝著他們兩人而來的事情。之後地達羅因私仇而與佐助展開對戰，雖然他敗在寫輪眼之下但是最後的自爆似乎也拉宇智波佐助一起陪葬了。但是鼬堅信佐助仍活著，而實情也確實如此。「蛇」仍舊不斷從後追蹤他們兩人，尤其同屬霧忍的鬼燈水月對於他背上的鮫肌大有興趣。後來佐助與「蛇」前往鼬所說的決戰地點時，鬼鮫現身攔截；只讓佐助繼續前往會面，在等待期間鬼鮫也跟水月進行了一番比試，結果是由鬼鮫占了上風，但因被絕半途阻止而未分勝負，後來在地達羅自爆後仍存活下來的鳶在他面前揭露了自己的真實面貌，鬼鮫認出鳶就是曾經控制四代水影、自稱宇智波斑的神秘人物。

### 五影會談篇
五影會談期間，鬼鮫接受鳶的命令前去捉拿佐助一行人沒逮到的八尾祭品之力殺人蜂。鬼鮫發揮出真正實力，用自身的蠻力和鮫肌的異能逐步蠶食了殺人蜂的查克拉。然而殺人蜂不愧是完美祭品之力，一直跟鬼鮫僵持不下並看穿了鮫肌吞食查克拉量的上限。之後為了突破僵局而變成了查克拉能量更上一層樓的悍牛狀態，使出「雷犁熱刀」成功的重創了鬼鮫。意想不到的是，鮫肌竟然可以自由成長及活動，並且把吸取了的查克拉傳送到鬼鮫身上，讓鬼鮫的身軀自我恢復。運用鮫肌削弱敵人並強化自己，對於持久戰無往不利的本領，這正是鬼鮫被稱為「沒有尾巴的尾獸」的原因。
就在殺人蜂驚訝自己的大絕招竟然會被輕易化解之際，鬼鮫使出「大爆水衝波」製造出了一個方圓上百公尺的水球困住了殺人蜂，並且和鮫肌融合成為了鯊魚人讓戰況一下子進入了水中戰。這就是沒有人能逃過其獵殺－鬼鮫的無敵之術「水牢鮫舞」，為了讓也被封入水中的阿三老師和浣熊胖太脫困，殺人蜂使用苦肉計變化出八尾的章魚觸手纏住鬼鮫成功救了他們。但是自己卻因為接觸到了鬼鮫的身體而使查克拉不停流失而氣力大減。雖然他聽從八尾的建議吐出「墨汁」希望能逃走，但是鬼鮫和鮫肌的合體，卻可以不靠眼睛觀察對手，只靠皮膚感覺查克拉的移動。不久後，殺人蜂因查克拉消耗殆盡而被擊敗，鬼鮫解除了與鮫肌的融合恢復成原來的樣子。
為了不讓殺人蜂能再度尾獸化逃跑，鬼鮫拿起鮫肌準備砍下殺人蜂的腳，可是卻因為鮫肌已經喜歡上八尾的查克拉，而反過來傷害了鬼鮫，並且把查克拉傳給殺人蜂。為了防止鮫肌把查克拉還給殺人蜂，鬼鮫把鮫肌踢飛，並拿起殺人蜂的刀，再次準備砍下他的腳。殺人蜂巧妙地立刻轉身，將暗藏的鉛筆扔向鬼鮫，雖然威力連後面的樹也打穿了，但卻只擦到鬼鮫的臉。就在殺人蜂快要被鬼鲛斬下腳、這千鈞一髮之際，雷影艾一行人及時趕到支援。殺人蜂與雷影使用了合體絕招「絕牛雷犁熱刀」衝向鬼鮫，鬼鮫想立刻使出「大鮫彈術」來反擊；但由於兩人速度太快，鬼鮫的頭被打了下來，並對此感嘆「還真是快啊……」。

### 大戰前夕篇
然而之前被雷影兄弟打敗的是利用鬼鮫卓羅所變的白絕分身，至於真正的鬼鮫早就在水中躲進鮫肌嘴裡，其後讓殺人蜂取走使他順利的潛入雲忍者村，探聽到了忍界聯軍的詳細情報，之後隨殺人蜂進入了隔離八尾和九尾的龜島，被汲取九尾查克拉的鳴門識破偽裝，鬼鮫衡量情勢自知不敵欲逃走，被鳴門以迅雷不及掩耳的瞬身術賞了一記重拳，但他還是成功從真實之瀑逃了出去。
不料卻被外頭的賀意當成真實的自我而挨了一記「木之葉怪岩升」的肘擊，而鮫肌又主動投向殺人蜂的懷抱，使得鬼鮫無法回收在先前藏身於鮫肌時被吸走的卓羅，因此處於很虛弱的狀態，但他馬上隨機應變潛入水中，伺機吸走山城青葉和殺人蜂的查克拉之後乘著水鮫彈逃到海邊，鬼鮫召喚出一條鯊魚準備讓牠把情報捲軸送回斑那裏，但賀意及時趕到並以八門遁甲的六門狀態全力攔截，開啟了「景門」的急速火熱正拳「朝孔雀」對上以量取勝的「千食鮫」，結果不相上下，最後賀意開啓八門遁甲中的第七門－「驚門」，使出很強的體術絕招「晝虎」；鬼鮫亦使出能吸收對方查克拉、遇強愈強的「水遁·大鮫彈術」，由於「大鮫彈術」能夠吸取對方的卓羅，鬼鮫本以為穩操勝券；然而一拼之下，結果卻發現賀意使用的仍然是純體術，「晝虎」的威力炸裂的同時，所有鯊魚都被擊殺，死無全屍，鬼鮫身受重傷倒在水中，又被賀意重擊而瀕臨死亡。
之後鬼鮫被大和以木遁枷鎖縛起來，青葉試圖從他的腦內探取有關曉的情報，就在即將窺探到鳶的真面目時，鬼鮫將自己的舌頭咬斷破解了其忍術，用盡最後的力量奮力掙脫了木遁束縛，並使出水牢術將自己給包覆住，鬼鮫回想起和鼬第一次相遇的情況，自知已經無法逃出，死前召喚多隻鯊魚吃掉自己，對於死守同伴情報的舉動，賀意十分敬佩，並謂一生不會忘記對方，隨後打開他生前試圖帶走的情報卷軸時，被卷軸設下附帶鯊魚的水牢術陷阱困住木葉及雲忍一行人，其中一隻鯊魚趁亂咬著情報捲軸並帶回到曉的基地。

## 個人檔案
- 性格：好戰
- 喜欢的食物：蝦子、螃蟹
- 討厭的食物：魚翅
- 希望交戰的對手：阿凱、宇智波鼬
- 查克拉屬性：風、火、水、土[1]
- 忍者學校畢業年齡: 10
- 中忍升級年齡：11
- 喜愛的字句：弱肉強食
- 興趣：保養鮫肌

## 武器
- 鮫肌
為霧忍者村流傳的七把傳說中的忍刀之一，號稱七把刀中最可怕的刀子。鮫肌不是用來砍人、而是用來削人，主要用途就是「削殺」對手的同時奪取其查克拉，隨著吞食的查克拉量增加會越長越大，長到一定程度還會出現嘴巴。能夠表現出一定程度的感情，是名副其實的「活刀」，可和鬼鮫合體。鬼鮫身故之後，便為殺人蜂所持有。第四次忍界大戰落幕後，殺人蜂將它歸還給霧忍者村。

## 術
鬼鮫的招式多半以水遁忍術為主。

## 魚人模式「鯊魚人」
跟「鮫肌」合體後的鬼鮫，外型為半魚人，頭髮消失，後腦有大鰭，長出尾巴，手腳指呈蹼。此狀態的鬼鮫在水遁術方面力量大幅提升，游泳速度奇快，僅在水中施展，一上陸地就會恢復原狀。
| 招式名稱        | 簡介 | 種類 | 等級 |
| --------------- | --- | ---- | ---- |
| 潛鯊突襲        | 潛入水中，再出現快速攻擊敵人。 | 體   |      |
| 召喚術          | 召喚獸是鯊魚。 | 忍   | C    |
| 土遁·土中潛航   | 使使用者周圍的土地液化，能在土中游泳快速接近敵人。 | 忍   | C    |
| 水遁·水分身術   | 利用查克拉控制水進而製造分身的忍術，對此分身的攻擊都會被水化解。 | 忍   | C    |
| 水遁·水牢術     | 利用查克拉製造水牢將對手困住的忍術，是常人100%不可能脫出的忍術。 | 忍   | C    |
| 水遁·爆水衝波   | 一口氣吐出大量的水，能將一大片低漥谷地瞬間變成湖泊。是需要龐大查克拉的大範圍忍術。能將戰鬥場地瞬間變成適合鬼鮫戰鬥的水域環境。                                                                                       | 忍   | B    |
| 水遁·大爆水衝波 | 「水牢術」的升級版，製造一個足球場大小的水球把自己和敵人包在中間，水球會以自己為中心移動。因此只要自己在水中的速度比較快的話，對手就絕不可能逃出生天。是使用水牢鮫舞之前的前奏招式。                                 | 忍   |      |
| 水遁·水鮫彈術   | 把水以鯊魚的樣子彈射出去，有很大的破壞力，鬼鮫也可進入水鮫彈中移動。 | 忍   | B    |
| 水遁·五食鮫     | 由五根手指放出五隻「水鮫彈」，連續不斷地攻擊對方，而且這些鯊魚就算被擊破，也可以在水境中再生。 | 忍   | B    |
| 水遁·千食鮫     | 放出上千隻「水鮫彈」，像海浪般攻擊。 | 忍   | B    |
| 水遁·大鮫彈術   | 鬼鮫第二四強之術，「水鮫彈」超級升級版，產生超巨大的鯊魚之囗，就像一隻巨鯊把眼前東西一囗噬掉，能吸收對方查克拉、遇強愈強。                                                                                           | 忍   | A    |
| 水遁·水牢鮫舞   | 先由鬼鮫使出「大爆水衝波」困住敵人，然後鬼鮫與大刀鮫肌合體形成魚人模式向敵人發動進攻。魚人模式下的鬼鮫可以用腮呼吸，可以通過查克拉來感知敵人的方位，敵人只要與鬼鮫近身接觸就會被吸取查克拉，直至被鬼鮫將查克拉吸盡。 | 忍   | S    |

## 戰績
干柿鬼鮫
- 勝於一同出任務的一群霧忍
- 勝於西瓜山河豚鬼
- 勝於猿飛阿斯瑪
- 與阿凱的戰鬥被宇智波鼬阻止
- 逃於自來也
- （象轉分身）敗於阿凱
- 勝於四尾祭品之力‧老紫
- 平於鬼燈水月
- 勝於演歌師傅紗布醬、胖太
- 勝於日向寧次，李洛克和天天
- 勝於八尾人柱力‧殺人蜂
- （寄生分身）敗於雷影兄弟
- 逃於鳴人
- 敗於阿凱（七門開） 後為不讓木葉得到情報，召喚鯊魚吞噬了自己
- 情報卷軸內設下水牢術束縛住木葉及雲忍一行人，並讓通靈獸把資料帶回曉